# Mamadou Sarr
Mamadou Sarr (Martigues, 29 augustus 2005) is een Frans voetballer van Senegalese afkomst die sinds 2025 uitkomt voor Chelsea FC.

## Clubcarrière
Sarr begon zijn jeugdopleiding bij Étoile Sportive de Saint-Laurent-Blangy. Een jaar later maakte hij de overstap naar RC Lens, de club waar zijn vader jarenlang voetbalde. In 2018 maakte hij de overstap naar Olympique Lyon. Op 7 mei 2022 won hij met de U19 van Lyon de Coupe Gambardella, waardoor Lyon het prestigieuze jeugdtoernooi voor het eerst sinds 1997 nog eens in de wacht sleepte.
In september 2022 ondertekende Sarr zijn eerste profcontract bij Olympique Lyon, dat hem tot medio 2025 aan de club verbond. In het seizoen 2022/23 speelde hij achttien competitiewedstrijden voor het B-elftal van Lyon in de Championnat National 2. Lyon B degradeerde dat seizoen naar de Championnat National 3.
Op 27 mei 2023 maakte hij zijn officiële debuut in het eerste elftal van Lyon: op de voorlaatste competitiespeeldag liet trainer Laurent Blanc hem in de 3-0-zege tegen Stade de Reims in de 83e minuut invallen. In augustus 2023 brak Lyon het contract van Sarr open tot medio 2027. In het seizoen 2023/24, waarin Lyon wekenlang op de laatste plaats bleef hangen, liet trainer Pierre Sage hem invallen in de competitiewedstrijd tegen FC Toulouse (3-0-zege) en in de bekerwedstrijd tegen CA Pontarlier (0-3-zege).
In januari 2024 werd Sarr voor de rest van het seizoen uitgeleend aan RWDM, de Belgische zusterclub van Lyon die op dat moment voor het behoud vocht in de Jupiler Pro League. Daar werd hij zowel als centrale verdediger als als verdedigende middenvelder uitgespeeld. Sarr begon met zes basisplaatsen op rij in de reguliere competitie, maar viel een tijdje uit met een pubalgie en raakte in de Relegation Play-offs, waarin RWDM er niet in slaagde om zich te handhaven op het hoogste niveau, niet verder meer dan vier invalbeurten.
In augustus 2024 maakte Sarr op definitieve basis de overstap van Lyon naar RC Strasbourg, dat tien miljoen euro neertelde voor de tiener. Sarr groeide al snel uit tot een vaste waarde in de defensie van trainer Liam Rosenior en dwong met les Alsaciens een ticket voor de Conference League af. In juni 2025 versierde hij een transfer naar zusterclub Chelsea FC, waar hij een contract tot medio 2033 ondertekende.

## Clubstatistieken
| Seizoen         | Club             | Land               | Competitie             | Competitie | Competitie | Beker | Beker | Supercup | Supercup | Europees | Europees | Totaal | Totaal |
| Seizoen         | Club             | Land               | Competitie             | Wed.       | Dlp.       | Wed.  | Dlp.  | Wed.     | Dlp.     | Wed.     | Dlp.     | Wed.   | Dlp.   |
| --------------- | ---------------- | ------------------ | ---------------------- | ---------- | ---------- | ----- | ----- | -------- | -------- | -------- | -------- | ------ | ------ |
| 2022/23         | Olympique Lyon B | Vlag van Frankrijk | Championnat National 2 | 18         | 0          | —     | —     | —        | —        | —        | —        | 18     | 0      |
| 2022/23         | Olympique Lyon   | Vlag van Frankrijk | Ligue 1                | 1          | 0          | 0     | 0     | —        | —        | —        | —        | 1      | 0      |
| 2023/24         | Olympique Lyon B | Vlag van Frankrijk | Championnat National 3 | 4          | 1          | —     | —     | —        | —        | —        | —        | 4      | 1      |
| 2023/24         | Olympique Lyon   | Vlag van Frankrijk | Ligue 1                | 1          | 0          | 1     | 0     | —        | —        | —        | —        | 2      | 0      |
| 2023/24         | → RWDM           | Vlag van België    | Jupiler Pro League     | 10         | 0          | 0     | 0     | —        | —        | —        | —        | 10     | 0      |
| 2024/25         | RC Strasbourg    | Vlag van Frankrijk | Ligue 1                | 27         | 0          | 1     | 0     | —        | —        | —        | —        | 28     | 0      |
| 2025/26         | Chelsea FC       | Vlag van Engeland  | Premier League         | 0          | 0          | 0     | 0     | —        | —        | 0        | 0        | 0      | 0      |
| Carrière totaal | Carrière totaal  | Carrière totaal    | Carrière totaal        | 61         | 1          | 2     | 0     | 0        | 0        | 0        | 0        | 63     | 1      |

Bijgewerkt op 10 juni 2025.

## Interlandcarrière
Sarr nam in 2022 met Frankrijk -17 deel aan het EK onder 17 in Israël. Sarr kreeg een basisplaats in de groepswedstrijden tegen Polen (6-1-winst) en Bulgarije (4-0-winst), alsook in de kwartfinale tegen Duitsland en de halve finale tegen Portugal, die Frankrijk allebei na strafschoppen won. In de finale tegen Nederland, die Frankrijk met 2-1 won, kwam hij niet in actie. Twee jaar later selecteerde hem Bernard Diomède ook voor het EK onder 19 in Noord-Ierland. Sarr kwam er slechts in twee wedstrijden aan spelen toe: in de derde groepswedstrijd tegen Spanje (2-2-gelijkspel) kreeg hij een basisplaats, in de finale tegen datzelfde Spanje (2-0-nederlaag) liet Diomède hem in de 81e minuut invallen voor Saël Kumbedi.

## Erelijst
| Competitie         |                    |                    |                    |                    |
| Competitie         | Aantal             | Jaren              |                    |                    |
| Olympique Lyon –19 | Olympique Lyon –19 | Olympique Lyon –19 | Olympique Lyon –19 | Olympique Lyon –19 |
| ------------------ | ------------------ | ------------------ | ------------------ | ------------------ |
| Coupe Gambardella  | 1x                 | 2021/22            |                    |                    |
| Frankrijk –17      |                    |                    |                    |                    |
| EK onder 17        | 1x                 | 2022               |                    |                    |

## Privé
- Sarr is de zoon van Pape Sarr, die in de Ligue 1 uitkwam voor AS Saint-Étienne en RC Lens.[1]